# 鳥取県道246号渡余子停車場線
鳥取県道246号渡余子停車場線（とっとりけんどう246ごう わたりあまりこていしゃじょうせん）は、鳥取県境港市を通る一般県道である。

## 概要
境港市渡町から境港市竹内町に至る。路線は境港市渡町から始まっているが、境港臨港道路江島幹線（江島大橋）で松江方面に行くことができる。ただし、港湾施設であり、県道には認定されていない。
松江方面は境港臨港道路江島幹線（江島大橋）を介して島根県道338号美保関八束松江線と接続している。

### 路線データ
- 起点：鳥取県境港市渡町（境港臨港道路江島幹線交点）
- 終点：鳥取県境港市竹内町（JR西日本境線 余子駅前、鳥取県道221号余子停車場線起点）
- 総延長：2.9 km

## 路線状況

### 重複区間
- 鳥取県道47号米子境港線（境港市渡町・大根島入口交差点 - 境港市渡町・渡公民館前交差点）
- 鳥取県道221号余子停車場線（境港市竹内町）

## 地理

### 通過する自治体
- 鳥取県
  - 境港市

### 交差する道路
| 交差する道路                           | 交差する場所 | 交差する場所     |
| -------------------------------------- | ------------ | ---------------- |
| 境港臨港道路江島幹線 / 江島大橋        | 渡町         | 起点             |
| 鳥取県道47号米子境港線 重複区間起点    | 渡町         | 大根島入口交差点 |
| 鳥取県道47号米子境港線 重複区間終点    | 渡町         | 渡公民館前交差点 |
| 鳥取県道502号米子境港自転車道線        | 森岡町       |                  |
| 鳥取県道285号米子空港境港停車場線      | 竹内町       | 第二中学校交差点 |
| 鳥取県道221号余子停車場線 重複区間起点 | 竹内町       |                  |
| 鳥取県道221号余子停車場線 重複区間終点 | 竹内町       | 終点             |

### 交差する鉄道
- 境線

### 沿線
- JR西日本境線 余子駅
- 境港市立第二中学校